# Großbauchlitz
Großbauchlitz ist ein nördlicher Stadtteil der Stadt Döbeln im Landkreis Mittelsachsen in Sachsen. Er wurde am 1. November 1932 eingemeindet.

## Geographie

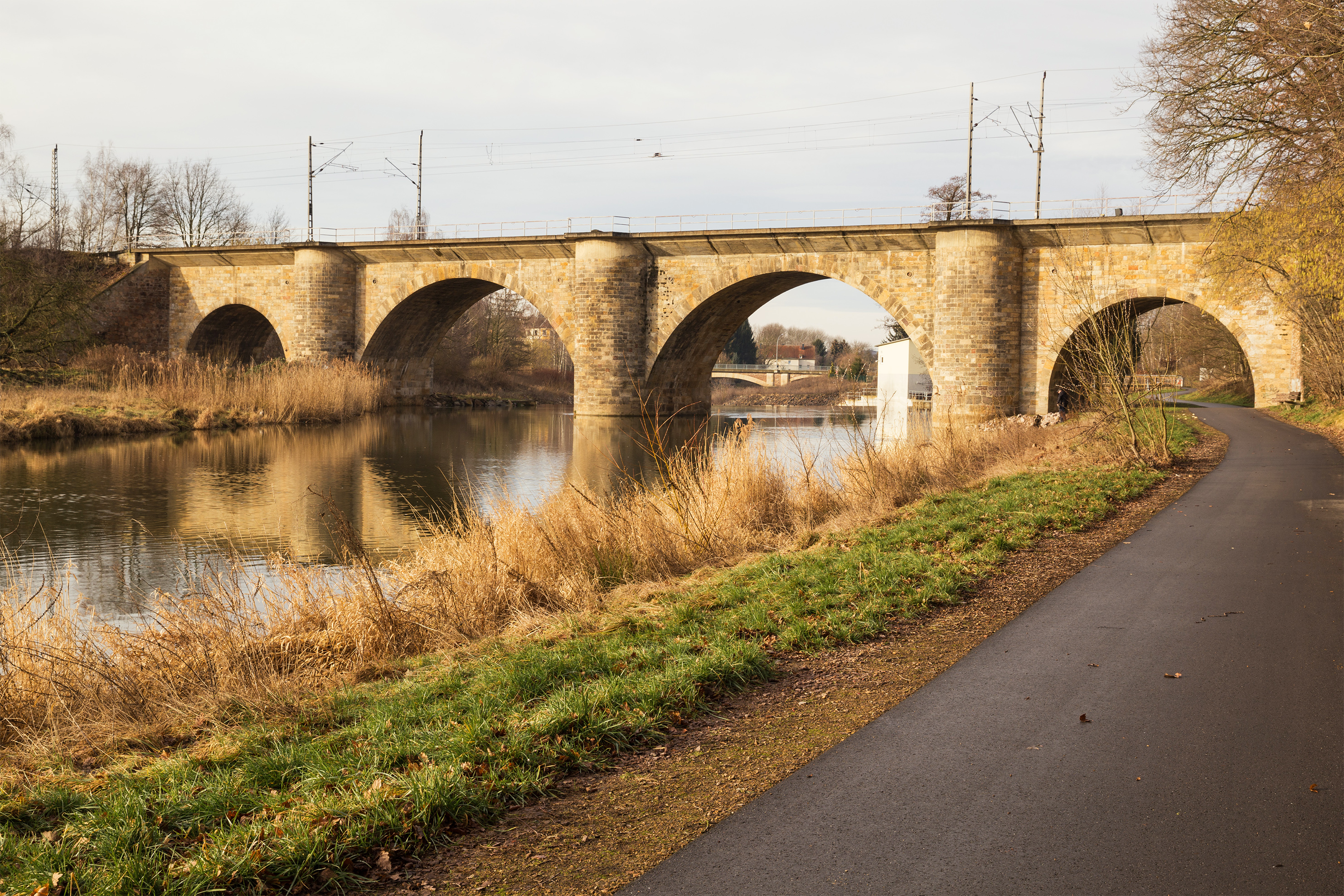
Viadukt Großbauchlitz

### Geographische Lage
Großbauchlitz liegt nordwestlich der Kernstadt Döbeln im Mittelsächsischen Hügelland, in der fruchtbaren Döbelner Pflege am Gärtitzer Bach. Die Freiberger Mulde trennt die Ortsflur im Süden vom Nachbarort Kleinbauchlitz. 

### Nachbarorte
Großbauchlitz grenzt an die Kernstadt Döbeln, fünf Stadtteile von Döbeln sowie an einen Ortsteil der Gemeinde Großweitzschen.
| Nöthschütz | Zschepplitz                                 | Gärtitz |
| Miera      | Kompassrose, die auf Nachbargemeinden zeigt |         |
| Keuern     | Kleinbauchlitz                              | Döbeln  |

## Geschichte
Der Rundweiler Großbauchlitz wurde erstmals im Jahre 1350 als Buchelicz bzw. Grozen Buchelicz genannt. Im 14. Jahrhundert wurde der Ort als Allod erwähnt. Um 1554 gehörte Großbauchlitz als Amtsdorf zum Amt Döbeln, welches im Jahr 1588 in das benachbarte Amt Leisnig integriert wurde. Nach 1606 lag die Grundherrschaft über Großbauchlitz beim Rittergut Gärtitz. Großbauchlitz gehörte bis 1856 zum Amtsbezirk Döbeln des kursächsischen bzw. königlich-sächsischen Amts Leisnig. Ab 1856 unterstand der Ort dem Gerichtsamt Döbeln und ab 1875 der Amtshauptmannschaft Döbeln. Kirchlich ist Großbauchlitz seit jeher nach Döbeln gepfarrt.
Großbauchlitz erhielt mit der Einweihung des Abschnitts Riesa–Döbeln der Bahnstrecke Riesa–Chemnitz am 29. August 1847 einen Bahnhof, der zunächst unter der Bezeichnung Döbeln geführt wurde. Erst als die Stadt Döbeln mit Eröffnung des Abschnitts Döbeln–Leisnig der Bahnstrecke Borsdorf–Coswig mit Döbeln Hbf einen eigenen Bahnhof erhielt, wurde der Bahnhof von Großbauchlitz am 2. Juni 1868 in Großbauchlitz umbenannt. Am 15. September 1884 erfolgte die Eröffnung der Schmalspurbahn Oschatz–Mügeln–Döbeln bis Großbauchlitz, die Verlängerung bis Döbeln Hbf ging am 1. November 1884 in Betrieb. Zwischen 1905 und 1914 verkehrte vom Bahnhof Großbauchlitz die Mühlenbahn Großbauchlitz im Oberleitungslastkraftwagen-Betrieb (Güterverkehr) zur Günther’schen Mühle am südlichen Ortsrand. Sie wurde 1914 durch ein Anschlussgleis ersetzt.
Nach der Eingemeindung von Großbauchlitz nach Döbeln im Jahr 1932 erhielt der Bahnhof des Orts am 8. Oktober 1933 den Namen Döbeln Nord. Durch die zweite Kreisreform in der DDR kam Großbauchlitz als Ortsteil der Stadt Döbeln im Jahr 1952 zum Kreis Döbeln im Bezirk Leipzig. Nachdem der Abschnitt Mügeln–Döbeln der Schmalspurbahn Oschatz–Mügeln–Döbeln am 14. Dezember 1964 stillgelegt wurde, erfolgte am 29. Mai 1965 auch die Stilllegung des Bahnhofs Döbeln Nord als Station der normalspurigen Bahnstrecke Riesa–Chemnitz. Dadurch verlor Großbauchlitz seinen direkten Bahnanschluss.
Als Stadtteil von Döbeln gehörte Großbauchlitz seit 1990 zum sächsischen Landkreis Döbeln, der im Jahr 2008 im Landkreis Mittelsachsen aufging.

## Bildung
Großbauchlitz besitzt seit 1891 ein Schulgebäude, welches 1898 eine Turnhalle erhielt. Nachdem das Gebäude in den Kriegsjahren 1944/1945 als Lazarett diente, erfolgte 1946 die Einrichtung einer Zentralschule mit Unterricht bis zur 8. Klasse. Ab 1956 wurden in Großbauchlitz Schüler bis zur 10. Klasse unterrichtet. Zu Ehren der ersten Frau im All erfolgte am 29. Juni 1964 die Umbenennung der Oberschule Großbauchlitz in Valentina-Nikolajewa-Tereschkowa-Oberschule Döbeln. Seit 1992 waren in dem Schulgebäude eine Grund- und eine Mittelschule untergebracht. Nachdem die Mittelschule im Jahr 2004 geschlossen wurde, befindet sich in der nunmehrigen Grundschule Großbauchlitz seit 2006 auch eine Kindertagesstätte.

## Verkehr

### Straßenverkehr
Durch Großbauchlitz verläuft die Bundesstraße 175. Die Bundesstraße 169 zur Bundesautobahn 14 (Anschluss Döbeln-Nord) verläuft als Ortsumgehung im Westen an Großbauchlitz vorbei. Durch den Ort führt der Elbe-Mulde-Radwanderweg, der den Mulderadweg mit dem Elberadweg verbindet.

### Schienenverkehr

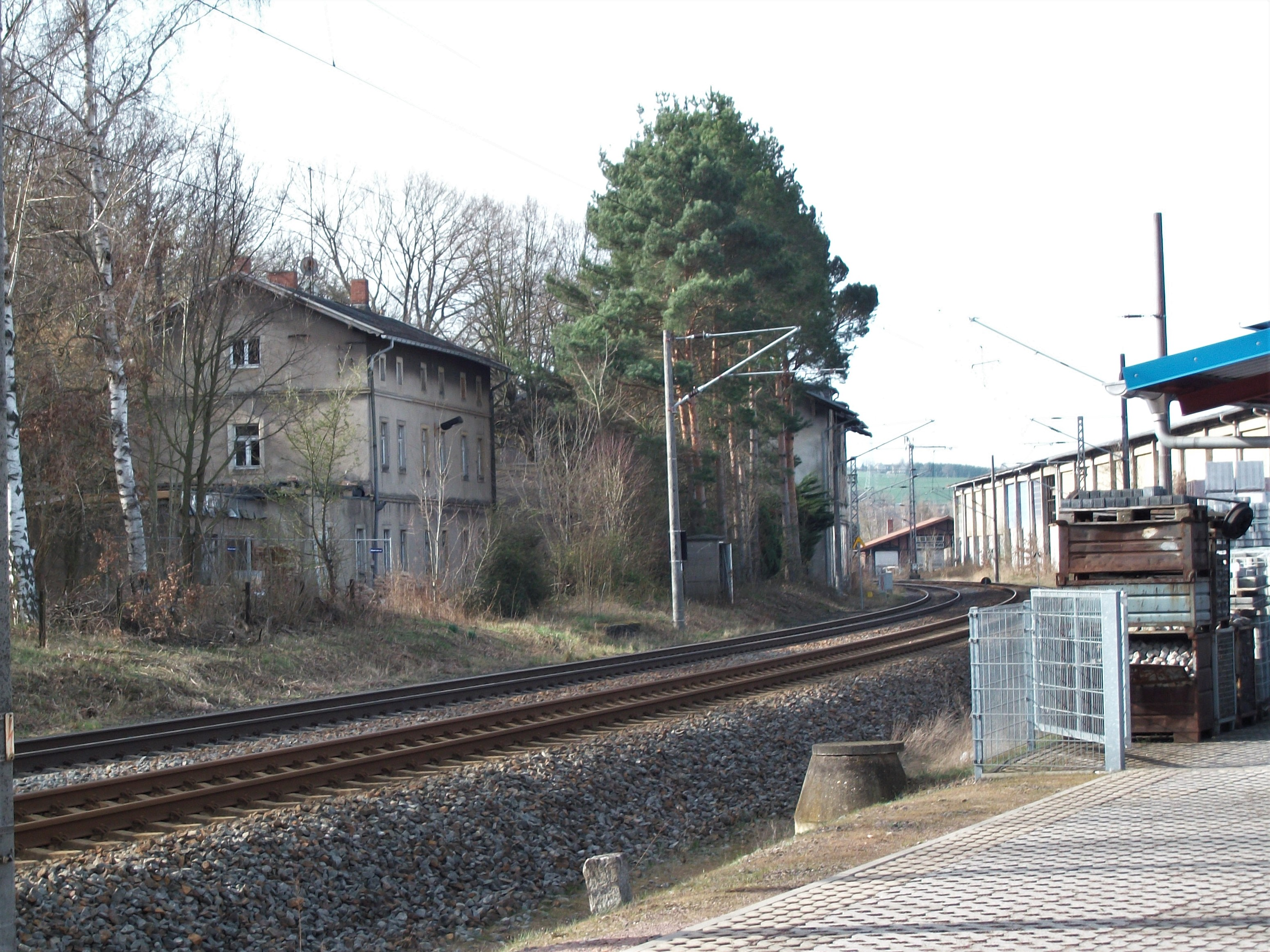
Bahnhof Döbeln Nord, Empfangsgebäude (2022)

Mit der Einweihung des Abschnitts Riesa–Döbeln der Bahnstrecke Riesa–Chemnitz im Jahr 1847 erhielt Großbauchlitz einen Bahnhof, der zunächst den Namen Döbeln erhielt. Erst als die Stadt Döbeln mit Eröffnung des Abschnittes Döbeln–Leisnig der Bahnstrecke Borsdorf–Coswig mit Döbeln Hbf einen eigenen Bahnhof erhielt, wurde der Bahnhof von Großbauchlitz am 2. Juni 1868 in Großbauchlitz umbenannt. Zwischen 1905 und 1914 verkehrte vom Bahnhof Großbauchlitz die Mühlenbahn Großbauchlitz im Oberleitungslastkraftwagen-Betrieb (Güterverkehr) zur Günther’schen Mühle am südlichen Ortsrand. Sie wurde 1914 durch ein Anschlussgleis ersetzt. Nach der Eingemeindung nach Döbeln im Jahr 1932 erhielt der Bahnhof am 8. Oktober 1933 den Namen Döbeln Nord. Zwischen 1884 und 1964 war Döbeln Nord auch eine Station der Schmalspurbahn Oschatz–Mügeln–Döbeln. Bereits ein Jahr später wurde der Bahnhof Döbeln Nord am 29. Mai 1965 außer Betrieb genommen. Die Bahnstrecke Riesa–Chemnitz überquert über den Viadukt Großbauchlitz die Freiberger Mulde. 